# 比斯珀比約
比斯珀比约是丹麥首都哥本哈根的一個區域，意為西北區，是哥本哈根的十個區域之一。該區有面積5.39平方公里，人口40,033人。該區的歷史開始於1681年。